# Colonia Palma
Colonia Palma ist eine Ortschaft im Norden Uruguays.

## Geographie
Sie liegt im westlichen Teil des Departamento Artigas in dessen 8. Sektor. Nächstgelegene größere Ansiedlungen sind Baltasar Brum im Südosten und Tomás Gomensoro in nordöstlicher Richtung.

## Infrastruktur
Durch den Ort verläuft die Ruta 3, die hier ihren Kilometerpunkt 598 hat.

## Einwohner
Colonia Palma hat 440 Einwohner, davon 221 Männer und 219 Frauen (Stand: 2011).
| Jahr | Einwohner |
| ---- | --------- |
| 1996 | 166       |
| 2004 | 416       |
| 2011 | 440       |

Quelle: Instituto Nacional de Estadística de Uruguay

## Söhne und Töchter des Ortes
- Martín Rodríguez (* 1985), uruguayischer Fußballspieler